# Les Productions de l'abreuvoir
Les Productions de l'Abreuvoir alias Abreuvoir Prod est une société de production française créée par Kader Aoun et Mehdi Thierry en 2009.

## Activités
Les Productions de l’Abreuvoir est une société spécialisée dans la production de spectacles vivants, de films, de fictions et de programmes audiovisuels.
La société fait des efforts de développement autour de la comédie, qu’elle soit filmée sous forme de films ou de téléfilms (séries, programme unitaire...), de spectacles (au théâtre, en festival) ou lors de programmes de flux (jeux télévisés, talk show, magazines...).
Abreuvoir Prod a pour ambition d’élargir son spectre de production en s’appuyant sur le réseau unique de talents (comédiens, réalisateurs, techniciens) qui entoure ses fondateurs Kader Aoun et Mehdi Thierry.

## Productions

### Télévision
- 2011 - À la maison pour Noël de Christian Merret-Palmair (Fiction prochainement diffusée sur France 2)[2]
- 2010 - La Pire Semaine de ma vie - ÉPISODE 2     de Frédéric Auburtin (Mini-série diffusée sur M6)[3]
- 2010 - La Pire Semaine de ma vie - ÉPISODE 1     de Frédéric Auburtin (Mini-série diffusée sur M6)[3]

### Spectacle Vivant
- 2011-2012 - Mathieu Madénian - ONE MAN SHOW au Théâtre Trévise  (Mise en Scène de Kader Aoun) [4]
- 2010-2011 - Mathieu Madénian - ONE MAN SHOW au Point Virgule  (Mise en Scène de Kader Aoun) [4]